# Naomasa Ii
Naomasa Ii (japonsky: 井伊直政, Ii Naomasa; 4. března 1561 – 24. března 1602) byl daimjó a jeden z generálů sloužících pozdějšímu šógunovi Iejasuovi Tokugawovi. Naomasa Ii a jeho jednotky byly známé pod přezdívkou Rudí ďáblové, protože převládající barvou jejich brnění byla červená.

## Mládí
Ii Naomasa byl synem Ii Naočiky a narodil se v roce 1561. Jediný přežil čistku svého rodu provedenou rodem Imagawa, kterého byl dříve vazalem, a to u své tety v buddhistickém chrámu, jako poslední potomek rodu, jehož území nyní opanoval právě rod Imagawa.
Na počátku sedmdesátých let šestnáctého století ztratily Imagawové veškerá svá území v důsledku útoků svých sousedů. Pro Naomasu se nyní zdálo být dost bezpečné opustit úkryt a usilovat o svůj majetek, ač neměl žádnou pozici na jejímž základě by mohl požadovat navrácení svého majetku.
Aby toho dosáhl, musel se spojit s nějakým úspěšným daimjóem, kterého našel v osobě Tokugawy Iejasua, který sám byl dříve rukojmím Imagawů a nyní spojencem Ody Nobunagy. Od tohoto okamžiku se začaly rozvíjet Naomasovy úspěchy. Roku 1576 měl zachránit Iejasua při pokusu o vraždu, roku 1581 pomohl dobýt hrad Takatendžin a roku 1582 napomohl zničení Takedy Kacujoriho v bitvě u Toriibaty.

## Zlatá doba Ii Naomasy

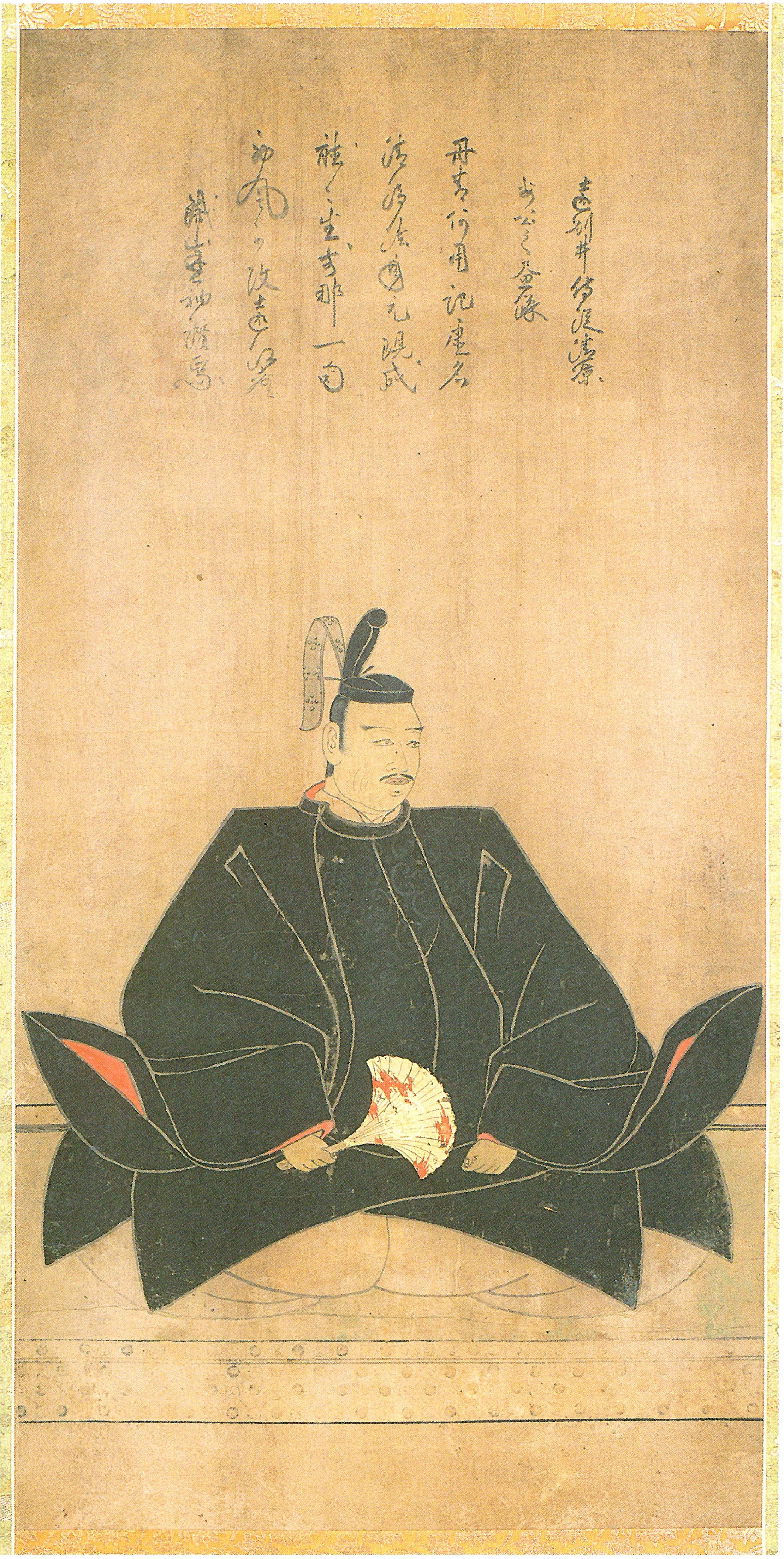
Naomasa Ii

S půdou pro pěstování rýže Ii Naomasa rovněž získal mnoho bývalých vazalů Takedy Kacujoriho, mezi jinými i oddíly generála Jamagaty Masakageho, mladšího bratra Obuy Toramasy, který všechny své bojovníky oblékl do rudé zbroje. Tokugawa Iejasu navrhl, aby Naomasa tento postup zopakoval a tak se zrodili Iiho Rudí ďáblové (Ii no akazonae). Namísto černého či hnědého laku ale Ii použil lak zářivě červený, a to na vše, od postrojí koní, přes zbroje, sašimono, nobori, až po přilby.
Po bitvě u Nagakute zafungoval Naomasa jako hostitel Hidejošiho matky, kteráž to byla nějakou dobu držena jako rukojmí na hradě Okazaki. Do roku 1585 dosáhl pocty být zván jedním ze čtyř šintennó, nebeských králů, Tokugavy Iejasua, kteří byli pilíři rodu Tokugawa.
V roce 1590 měl další příležitost prokázat své schopnosti, když šel Iejasu do války za Tojotomi Hidejošiho proti klanu Hódžó. Při obléhání hradu Odawara, hlavního sídla rodu Hódžó, se Naomasa a jeho Rudí ďáblové probojovali za hradbu dírou po mině. Šarvátka to byla krvavá, ale hrad se nakonec vzdal pod hrozbou vyhladovění. Když pak území rodu Hódžó připadlo Iejasuovy, tento se postaral, aby byl Naomasa adekvátně odměněn – Naomasa od něj získal léno Takasaki (provincie Kózuke, 12 000 koku).

## Bitva u Sekigahary
Naomasa i Ijeasu dokázali uniknout korejské krvavé lázni a do skutečných bojů se dostali opět až v roce 1600 – v bitvě u Sekigahary.
Aktivně se zúčastňoval dobývání hradu Gifu. Poté se nalézal v předvoji Tokugawova vojska onoho osudného mlhavého rána, kdy jeho rudě oděná armáda byla jednou z mála viditelných věcí. Rovněž měl osobní zodpovědnost za bezpečí Iejasuova čtvrtého syna, Macudairy Tadajošiho, během bitvy, což byl zřejmě důvod proč své místo ve frontové linii předvoje přenechal Fukušimovi Masanorimu.
Když boj začal, vedl Naomasa své Rudé ďábly proti oddílům Ikity Hideieho, počemž obrátil svůj útok proti Šimazuovi ze Sacumy. Boje byly velmi vyrovnané až do okamžiku, kdy Kobajakawa Hideaki dramaticky změnil strany a přešel k Tokugawům. Šimazu se stáhl zpátky a po ústupu zbytku armády započal odvážnou akci jako zadní voj a pronásledující Ii nesl hlavní nápor jejich udatného a tvrdošíjného úsilí. Kryje tím svůj ústup, rozmístil Šimazu několik izolovaných skupin arkebuzírů, které ze zálohy napadly postupující samuraje. Jeden z nich nešťastně zasáhl Ii Naomasu do levého lokte, čímž jej zneschopnil a umožnil Šimazuovi uniknout. Toto zranění Naomasovy ošetřil prý sám Tokugawa Iejasu.
Navzdory tomu byl Ii poslán, aby dobyl hrad Sawajama, sídlo hlavního velitele poražené armády Išidy Micunariho. Jako odměnu za tuto loajální službu daroval Iejasu Naomasovi Micunariho léno Sawajama (provincie Ómi, 180 000 koku). A protože byla Sawajama při obléhání úplně zničena, rozhodl se Ii vybudovat nové sídlo v nedalekém Hikone. Během několika let byl v Hikone vybudován hrad, který se stal sídlem Rudých ďáblů. Pověst praví, že krásná hlavní věž původně stála na hradě Ocu, kde byla rozebrána a přestěhována do Hikone. Hrad v Hikone je v současnosti jedním z nejzachovalejších japonských hradů vůbec.
Ii Naomasa umírá v roce 1602.